# 戒能通厚
戒能 通厚（かいのう みちあつ、1939年8月2日 - ）は、日本の法学者（英米法）。早稲田大学名誉教授、名古屋大学名誉教授。第19期日本学術会議副会長、第20期民主主義科学者協会法律部会理事長。日本比較法学会理事、日本法社会学会理事。「九条科学者の会」呼びかけ人を務めている。

## 略歴
- 1966年、東京大学法学部第1類卒業
- 1966年東京大学社会科学研究所助手
- 東京大学社会科学研究所助教授
- 1976年 名古屋大学法学部助教授
  - 名古屋大学法学部教授
- 2000年4月早稲田大学法学部教授
- 元早稲田大学比較法研究所長
- 元早稲田大学大学院法務研究科教授

## 研究テーマ
- コモン・ローの歴史、特にイングランド所有権法研究の第一人者である。ほかに、公法関係についての社会・経済・文化的背景にそくする研究、また最近ではアメリカにおけるコモン・ロー形成史など
- 都市法、法理論、司法制度論など

## 在外研究等
- ロンドン大学高等法学研究所 客員研究員

## 家族・血縁
戒能通孝は父親、戒能通弘（同志社大学法学部教授）は息子、戒能民江（お茶の水女子大学教授）は妻である。

## 著書・論文等
- 『現代イギリス法事典』（新世社）
- 『市民法学の課題と展望』（日本評論社）
- 『現代の都市法―ドイツ・フランス・イギリス・アメリカ』（日本評論社）
- 『外国法―イギリス・ドイツの社会と法』（岩波書店）
- 『英米法辞典』（東京大学出版会）

## 受賞学術賞
- 日本不動産学会賞（1994年 、国内）

## 所属学会
- 日本比較法学会（理事、1991年、国内）
- 日本法社会学会（理事、1990年、国内）
- 日本土地法学会（理事、1989年、国内）
- 私法学会（国内）
- W.G.Hart Workshop（国外）
- 比較法学会
- 土地法学会
- 民科法律部会